# Chilatherina
Chilatherina é um género de peixe da família Melanotaeniidae.
Este género contém as seguintes espécies:
- Chilatherina alleni Price, 1997
- Chilatherina axelrodi G. R. Allen, 1979
- Chilatherina bleheri G. R. Allen, 1985
- Chilatherina bulolo (Whitley, 1938)
- Chilatherina campsi (Whitley, 1957)
- Chilatherina crassispinosa (M. C. W. Weber, 1913)
- Chilatherina fasciata (M. C. W. Weber, 1913)
- Chilatherina lorentzii (M. C. W. Weber, 1907)
- Chilatherina pagwiensis G. R. Allen & Unmack, 2012[2]
- Chilatherina pricei G. R. Allen & Renyaan, 1996[3]
- Chilatherina sentaniensis (M. C. W. Weber, 1907)